# Pierre Sipriot
Pierre Sipriot, né le 16 janvier 1921 dans le 14e arrondissement de Paris et mort le 13 décembre 1998 à Fontenay-lès-Briis, est un journaliste français, principal biographe de Henry de Montherlant. Il avait épousé Andrée Amynot du Châtelet (1936-2023).

## Biographie
Il a été journaliste sur France Culture, producteur de l'émission les Lundis de l'Histoire en 1966.
Pour l'ensemble de son œuvre, l’Académie française lui décerne le prix Broquette-Gonin (littérature) en 1973 et le prix de la critique en 1977.

## Œuvres
- Montherlant par lui-même, Le Seuil, 1953 (réédité régulièrement)
- Montherlant sans masque, tome I « L'Enfant prodigue », 1982, Robert Laffont – prix Goncourt de la biographie
- Montherlant sans masque tome II « Écris avec ton sang », 1990
- Montherlant dessins, préface de Pierre Sipriot, Copernic, 1979
- Henry de Montherlant - Roger Peyrefitte, Correspondance (1938-1941), présentation et notes de R. Peyrefitte et Pierre Sipriot, Robert Laffont, 1983
- Album de la Pléiade : Montherlant, bibliothèque de la Pléiade, éditions Gallimard, 1979
- Pierre Sipriot (dir.), Brasillach et la génération perdue, Éditions du Rocher, 1987 – Hommage collectif (Jean Anouilh, Maurice Bardèche, Jean Guitton, Fred Kupferman, Anne Brassié, Dominique Desanti, Thierry Maulnier et Jean-Marc Varaut).
- Montherlant et le Suicide, Éditions du Rocher, 1988
- Le Désastre de l'Europe, 1914-1918, Romain Rolland, Paris Bartillat 1997